# Злоторя (Куявско-Поморское воеводство)
Злоторя — деревня в гмине Любич Торуньского повета Куявско-Поморского воеводства в центральной части севера Польши.